# Europapokal der Pokalsieger (Handball) 2004/05
Am EHF-Europapokal der Pokalsieger 2004/05 nahmen 40 Handball-Vereinsmannschaften teil, die sich in der vorangegangenen Saison in ihren Heimatländern im Pokalwettbewerb für den Wettbewerb qualifizieren konnten oder aus der Champions League 04/05 ausgeschieden waren. Es war die 30. Austragung des Pokalsiegerwettbewerbs. Die Pokalspiele begannen am 8. Oktober 2004, das Rückrundenfinale fand am 8. Mai 2005 statt. Titelverteidiger des EHF-Europapokal der Pokalsieger war der spanische Verein Portland San Antonio. Der Titelgewinner in der Saison war der spanische Verein Ademar León.

## 2. Runde
Es nahmen 32 Teams teil, die sich vorher für den Wettbewerb qualifiziert haben.

Die Hinspiele fanden am 8./9./10./16. Oktober 2004 statt. Die Rückspiele fanden am 10./11./16./17. Oktober 2004 statt.
|                             | Gesamt  |                             | Hinspiel          | Rückspiel         |
| --------------------------- | ------- | --------------------------- | ----------------- | ----------------- |
| Goldmann Druck Tulln        | 54 : 63 | Sporting C.P. Liaboa        | 32 : 33 (16 : 19) | 22 : 30 (12 : 13) |
| HC Victory Regia Minsk      | 52 : 78 | HSV Hamburg                 | 21 : 42 (12 : 20) | 31 : 36 (15 : 19) |
| Cyprus College              | 47 : 57 | Cankaya Bel. Ankara         | 29 : 27 (13 : 13) | 18 : 30 (11 : 14) |
| Torggler Group Meran        | 47 : 73 | Ademar León                 | 28 : 38 (16 : 20) | 19 : 35 (07 : 15) |
| "Olimpus"-85 Kischinew      | 47 : 76 | FCK Håndbold                | 23 : 38 (09 : 18) | 24 : 38 (15 : 16) |
| Haslum HK                   | 67 : 57 | Maccabi Rishon Le Zion      | 31 : 31 (18 : 16) | 36 : 26 (17 : 14) |
| RK "Bosna" Sarajevo         | 50 : 49 | RK "Pelister" Bitola        | 29 : 22 (14 : 12) | 21 : 27 (11 : 15) |
| HK Drott Halmstad           | 67 : 40 | HK Tongeren                 | 32 : 21 (15 : 06) | 35 : 19 (17 : 10) |
| US Ivry Handball            | 63 : 44 | Bevo HC Panningen           | 33 : 26 (19 : 12) | 30 : 18 (13 : 10) |
| RK Prevent Slovenj Gradec   | 71 : 36 | DINAMO Baku                 | 36 : 16 (19 : 11) | 35 : 20 (15 : 08) |
| HCM Piatra Neamț            | 43 : 82 | Kadetten Schaffhausen       | 20 : 44 (09 : 22) | 23 : 38 (10 : 17) |
| BM Valladolid               | 56 : 50 | KS "Vive" Kielce            | 33 : 25 (16 : 09) | 23 : 25 (11 : 10) |
| Nyíregyházi Szabolcs        | 58 : 61 | Medvescak Infosistem Zagreb | 32 : 27 (19 : 12) | 26 : 34 (12 : 18) |
| HC Chocolate Boys Tallinn   | 48 : 55 | RK Partizan Belgrad         | 22 : 30 (12 : 15) | 26 : 25 (12 : 12) |
| Kaustik Volgograd           | 43 : 50 | G.A.C. Kilkis               | 23 : 27 (10 : 12) | 20 : 23 (10 : 10) |
| Shakhtyor Akademiya Donetsk | 65 : 48 | HC Bascharage               | 37 : 26 (16 : 14) | 28 : 22 (13 : 10) |

## 3. Runde
Es nahmen die 16 Sieger der 2. Runde teil.

Die Hinspiele fanden am 6./7./13. November 2004 statt. Die Rückspiele fanden am 13./14. November 2004 statt.
|                             | Gesamt  |                             | Hinspiel          | Rückspiel         |
| --------------------------- | ------- | --------------------------- | ----------------- | ----------------- |
| Sporting C.P. Liaboa        | 48 : 53 | HSV Hamburg                 | 24 : 28 (10 : 18) | 24 : 25 (10 : 11) |
| Cankaya Bel. Ankara         | 65 : 70 | Medvescak Infosistem Zagreb | 38 : 39 (16 : 19) | 27 : 31 (15 : 13) |
| RK "Bosna" Sarajevo         | 61 : 85 | Ademar León                 | 33 : 42 (14 : 19) | 28 : 43 (11 : 22) |
| US Ivry Handball            | 60 : 53 | Haslum HK                   | 29 : 25 (14 : 10) | 31 : 28 (14 : 16) |
| Shakhtyor Akademiya Donetsk | 48 : 55 | RK Partizan Belgrad         | 29 : 29 (16 : 12) | 19 : 26 (09 : 13) |
| Kadetten Schaffhausen       | 54 : 55 | RK Prevent Slovenj Gradec   | 27 : 31 (12 : 16) | 27 : 24 (10 : 13) |
| HK Drott Halmstad           | 63 : 69 | FCK Håndbold                | 28 : 36 (12 : 17) | 35 : 33 (19 : 17) |
| G.A.C. Kilkis               | 55 : 70 | BM Valladolid               | 29 : 30 (12 : 18) | 26 : 40 (10 : 22) |

## Achtelfinale
Es nahmen die acht Sieger der 3. Runde und die acht Drittplatzierten der Champions-League-Gruppenphase teil.

Die Hinspiele fanden am 4./5./11. Dezember 2004 statt. Die Rückspiele fanden am 5./11./12. Dezember 2004 statt.
|                           | Gesamt    |                             | Hinspiel          | Rückspiel         |
| ------------------------- | --------- | --------------------------- | ----------------- | ----------------- |
| RK Gorenje Velenje        | 57 : 56   | US Ivry Handball            | 32 : 30 (15 : 15) | 25 : 26 (11 : 14) |
| HC Baník Karviná          | 58 : 76   | Ademar León                 | 30 : 38 (17 : 20) | 28 : 38 (10 : 19) |
| BM Valladolid             | 53 : 53 1 | RK Zagreb                   | 31 : 26 (15 : 15) | 22 : 27 (08 : 17) |
| Crvena Zvezda Beograd     | 48 : 62   | HSV Hamburg                 | 26 : 37 (10 : 17) | 22 : 25 (13 : 12) |
| Haukar Hafnarfjördur      | 50 : 59   | Medvescak Infosistem Zagreb | 27 : 28 (13 : 17) | 23 : 31 (14 : 13) |
| FCK Håndbold              | 51 : 56   | Vardar Vatrost. Skopje      | 28 : 29 (16 : 12) | 23 : 27 (10 : 13) |
| HC Granitas Kaunas        | 40 : 51   | RK Partizan Belgrad         | 17 : 23 (10 : 08) | 23 : 28 (13 : 14) |
| RK Prevent Slovenj Gradec | 60 : 64   | RK Izviđac Ljubuški         | 38 : 34 (18 : 13) | 22 : 30 (13 : 16) |

## Viertelfinale
Es nahmen die acht Sieger aus dem Achtelfinale teil.

Die Hinspiele fanden am 5./6. März 2005 statt. Die Rückspiele fanden am 12./13. März 2005 statt.
| Mannschaft 1           | Mannschaft 2                | Hinspiel             | Rückspiel            | Gesamt  |
| ---------------------- | --------------------------- | -------------------- | -------------------- | ------- |
| Vardar Vatrost. Skopje | Medvescak Infosistem Zagreb | 05.03. Sa. 17:30 Uhr | 12.03. Sa. 17:30 Uhr | 67 : 46 |
| Vardar Vatrost. Skopje | Medvescak Infosistem Zagreb | 36 : 20 (17 : 13)    | 31 : 26 (17 : 06)    | 67 : 46 |
| RK Gorenje Velenje     | RK Izviđac Ljubuški         | 05.03. Sa. 19:00 Uhr | 12.03. Sa. 20:15 Uhr | 62 : 64 |
| RK Gorenje Velenje     | RK Izviđac Ljubuški         | 37 : 31 (21 : 19)    | 25 : 33 (15 : 17)    | 62 : 64 |
| HSV Hamburg            | Ademar León                 | 05.03. Sa. 19:00 Uhr | 12.03. Sa. 18:00 Uhr | 52 : 54 |
| HSV Hamburg            | Ademar León                 | 25 : 29 (11 : 17)    | 27 : 25 (12 : 12)    | 52 : 54 |
| RK Partizan Belgrad    | RK Zagreb                   | 06.03. So. 19:00 Uhr | 13.03. So. 18:00 Uhr | 41 : 42 |
| RK Partizan Belgrad    | RK Zagreb                   | 23 : 20 (09 : 06)    | 18 : 22 (07 : 13)    | 41 : 42 |

## Halbfinale
Es nahmen die vier Sieger aus dem Viertelfinale teil.

Die Hinspiele fanden am 2./3. April 2005 statt. Die Rückspiele fanden am 9./10. April 2005 statt.
| Mannschaft 1           | Mannschaft 2        | Hinspiel             | Rückspiel            | Gesamt  |
| ---------------------- | ------------------- | -------------------- | -------------------- | ------- |
| Ademar León            | RK Izviđac Ljubuški | 02.04. Sa. 18:00 Uhr | 09.04. Sa. 20:00 Uhr | 75 : 63 |
| Ademar León            | RK Izviđac Ljubuški | 37 : 30 (17 : 12)    | 38 : 33 (18 : 16)    | 75 : 63 |
| Vardar Vatrost. Skopje | RK Zagreb           | 03.04. So. 18:00 Uhr | 10.04. So. 17:15 Uhr | 49 : 55 |
| Vardar Vatrost. Skopje | RK Zagreb           | 23 : 21 (10 : 11)    | 26 : 34 (11 : 16)    | 49 : 55 |

## Finale
Es nahmen die zwei Sieger aus dem Halbfinale teil.

Das Hinspiel fand am 1. Mai 2005 statt. Das Rückspiel fand am 8. Mai 2005 statt.
| Mannschaft 1 | Mannschaft 2 | Hinspiel             | Rückspiel            | Gesamt  |
| ------------ | ------------ | -------------------- | -------------------- | ------- |
| Ademar León  | RK Zagreb    | 01.05. So. 17:00 Uhr | 08.05. So. 17:30 Uhr | 68 : 50 |
| Ademar León  | RK Zagreb    | 37 : 25 (16 : 15)    | 31 : 25 (16 : 09)    | 68 : 50 |

### Ademar León – RK Zagreb37: 25 (16: 15)
1. Mai 2005 in León, Palacio Municipal, -.--- Zuschauer.
Keine Torschützenstatistik vorhanden!
Schiedsrichter:  Svein Olav Øie & Øyvind Togstad
Quelle: Spielbericht

### RK Zagreb – Ademar León25: 31 (9: 16)
8. Mai 2005 in Zagreb, Dom športova, 3.000 Zuschauer.
Keine Torschützenstatistik vorhanden!
Schiedsrichter:  Stefán Arnaldsson & Gunnar Viðarsson
Quelle: Spielbericht